# Ricardo Robledo Hernández
Ricardo Robledo Hernández (Lumbrales, Salamanca, 1946) es un historiador español, profesor de la Universidad Autónoma de Barcelona (1974-1991), de la Universidad de Salamanca (1991-2011) e investigador visitante de la Universidad Pompeu Fabra de Barcelona desde 2012. 

## Nota biográfica
Becario del Banco de España, 1974-1976. Doctor en Historia por la Universidad Autónoma de Barcelona (1978). Catedrático de Historia Económica de la Universidad de Salamanca (1992-2011). Decano de la Facultad de Economía y Empresa de la Universidad de Salamanca (2000-2004). Accésit del Premio Nacional de Publicaciones Agrarias, del Ministerio de Agricultura. Premio María de Maeztu de la Universidad de Salamanca a la excelencia científica, mayo de 2008. VII Premio de Ensayo Olavide, "El Espíritu de la Ilustración", junio de 2012. Premio Trayectoria Académica 2022 de la Asociación Española de Historia Económica. Ha sido Presidente de la Sociedad Española de Historia Agraria (SEHA) durante 2001-2009. A principios de 2013, Salustiano de Dios, Javier Infante y Eugenia Torijano editaron En torno a la propiedad : estudios en homenaje al profesor Ricardo Robledo (Salamanca: Universidad de Salamanca). Dirige desde septiembre de 2017 la colección Estudios Históricos y Geográficos (sello de calidad FECYT-ANECA) de Ediciones Universidad de Salamanca. También es director del blog especializado Conversación sobre la Historia. Premio de divulgación en Historia Contemporánea “Manuel Pérez Ledesma” (2022) concedido por la Asociación de Historia Contemporánea. Su último libro, La tierra es vuestra, ha merecido el Premio Vicens Vives como mejor libro de Historia económica de 2022 que concede la Asociación Española de Historia Económica.

## Líneas de investigación
La principal línea de investigación corresponde a la historia agraria, en el ámbito del Seminario de Historia Agraria, posteriormente Sociedad Española de Historia Agraria (SEHA). Es esta perspectiva la que orienta el estudio de la propiedad, la del pensamiento económico o la de la historia de Salamanca. 
En cuanto a la historia agraria, aparte de los estudios sobre la emigración, sobresale el análisis de los aspectos distributivos, bien sea la desigualdad de la propiedad de la tierra, la evolución de la renta de la tierra en el largo plazo o la oportunidad de las reformas agrarias, en especial la de la Segunda República. La dinámica de la propiedad territorial se analiza desde el declive de los grandes patrimonios y el ascenso de la clase intermedia de los grandes arrendatarios. Junto con Salustiano de Dios, Javier Infante y Eugenia Torijano ha impulsado en la Universidad de Salamanca los «Encuentros sobre la Historia de la Propiedad», que han reunido a diversos especialistas para el estudio de los principales aspectos que rodean la compleja historia de la propiedad. 
La historia del pensamiento económico cuenta con el estudio de la cuestión agraria que se ha efectuado con diversas investigaciones sobre el discurso de los economistas españoles en torno al reformismo agrario, las orientaciones de la producción o del comercio exterior desde el siglo XVIII a la Guerra Civil; la figura de Julio Senador cobra relieve especial. También se ha abordado la historia del primer liberalismo español (particularmente en el ámbito universitario) donde destaca la reconstrucción bío-bibliográfica de Ramón Salas y Cortés (1754-1827) difusor de las ideas de Bentham en España y Latinoamérica. 
Ha impulsado la historia social, económica y política  de Salamanca desde 1750 a la Transición, que se ha publicado fundamentalmente en la Historia de Salamanca dirigida por Jose Luis Martín y publicada por el Centro de Estudios Salmantinos. El empeño ha supuesto investigar el Catastro de Ensenada (con Mª P. Brel, Amparo Bejarano, L.E. Espinoza, Mª Luz Sanfeliciano, Eugenia Torijano), la Guerra de la Independencia, las desamortizaciones (en colaboración con Javier Infante), el liberalismo político (con Santiago Díez Cano y Rafael Serrano) o la Guerra Civil (con Santiago López y Severiano Delgado).

## Libros de Ricardo Robledo
- Robledo Hernández, Ricardo (1984). La renta de la tierra en Castilla la Vieja y León (1836–1913). Madrid: Banco de España.
- Robledo Hernández, Ricardo (1993). Economistas y reformadores españoles : la cuestión agraria (1760-1935). Madrid: Ministerio de Agricultura.
- Robledo Hernández, Ricardo, ed. (1997). VIII congreso de historia agraria : preactas : Salamanca, 28-30 de mayo de 1997. Salamanca: Universidad de Salamanca.
- Zaonero, Joaquín (1998).  Robledo Hernández, Ricardo, ed. Libro de noticias de Salamanca, que empieza a rejir el año de 1796 [hasta 1812]. Salamanca: Librería Cervantes.
- Robledo Hernández, Ricardo, ed. (1998). El pensamiento económico en la Escuela de Salamanca : una visión multidisciplinar : seminarios celebrados en Salamanca en 1992, 1993 y 1995. Salamanca: Universidad de Salamanca.
- Gómez, Julio Senador (1999).  Robledo Hernández, Ricardo, ed. Antología, 1915-1936. Badajoz: Ayuntamiento de Badajoz.
- Robledo Hernández, Ricardo, ed. (1999). Historia de la propiedad en España. Siglos XV-XX: encuentro interdisciplinar. Salamanca, 3-6 de junio de 1998. Madrid: Centro de Estudios Registrales.
- Robledo Hernández, Ricardo, ed. (2000). Historia de la propiedad en España. Bienes comunales, pasado y presente: II Encuentro interdisciplinar. Salamanca, 31 de mayo-3 de junio de 2000. Madrid: Centro de Estudios Registrales.
- Robledo Hernández, Ricardo, ed. (2001). Historia de Salamanca. V: Siglo Veinte. Salamanca: Centro de Estudios Salmantinos.
- Robledo Hernández, Ricardo, ed. (2002). Fortuna y negocios : formación y gestión de los grandes patrimonios (siglos XVI-XX). Valladolid: Universidad de Valladolid.
- Robledo Hernández, Ricardo (2003). Salamanca, ciudad de paso, ciudad ocupada : la Guerra de la Independencia. Salamanca: Librería Cervantes.
- Robledo Hernández, Ricardo, ed. (2003). Globalización y sociedad. Salamanca: Universidad de Salamanca.
- Robledo Hernández, Ricardo, ed. (2003). Orígenes del liberalismo : universidad, política, economía. Salamanca: Universidad de Salamanca.
- Robledo Hernández, Ricardo, ed. (2005). Sueños de concordia : Filiberto Villalobos y su tiempo histórico, 1900-1955. Salamanca: Caja Duero.
- Robledo Hernández, Ricardo (2006). Los Ministros de Agricultura de la Segunda República (1931-1939) : (política y sociedad en la España del siglo XX). Madrid: Ministerio de Agricultura, Pesca y Alimentación.
- Robledo Hernández, Ricardo, ed. (2006). Historia de la propiedad. Costumbre y prescripción: IV Encuentro Interdisciplinar. Salamanca, 25-28 de mayo de 2004. Madrid: Colegio de Registradores de Madrid.
- Robledo Hernández, Ricardo, ed. (2007). Historia de la propiedad. Crédito y garantía: V Encuentro Interdisciplinar. Salamanca, 31 de mayo-2 de junio. Madrid: Colegio de Registradores de Madrid.
- Robledo Hernández, Ricardo, ed. (2007). Esta salvaje pesadilla : Salamanca en la guerra civil española. Barcelona: Crítica.
- Robledo Hernández, Ricardo, ed. (2007). ¿Interés particular, bienestar público?: grandes patrimonios y reformas agrarias. Zaragoza: Prensas Universitarias de Zaragoza.
- Bradford, William (2008).  Robledo Hernández, Ricardo, ed. Viaje por España y Portugal : la Guerra Peninsular, 1808-1809. Salamanca: Caja Duero.
- Robledo Hernández, Ricardo, ed. (2009). Historia de la propiedad. Servidumbres y limitaciones de dominio: VI Encuentro Interdisciplinar. Salamanca, 17-19 de septiembre de 2008. Madrid: Colegio de Registradores de Madrid.
- Robledo Hernández, Ricardo, ed. (2010). Sombras del progreso : las huellas de la historia agraria: estudios en homenaje a Ramón Garrabou Segura. Barcelona: Crítica.
- Robledo Hernández, Ricardo, ed. (2012). Historia de la propiedad: la expropiación. Madrid: Colegio de Registradores de Madrid.
- Robledo Hernández, Ricardo (2014). La Universidad Española, de Ramón Salas a la Guerra Civil : ilustración, liberalismo y financiación (1770- 1936). Valladolid: Junta de Castilla y León.
- Thiébault, Paul (2015).  Robledo Hernández, Ricardo, ed. Memorias del general Thiébault en España : (1801-1812). Salamanca: Universidad de Salamanca.
- Robledo Hernández, Ricardo, ed. (2016). Auge y decadencia de Castilla: estudios de historia económica y social (siglos XVI-XX). Barcelona: Crítica.
- Robledo Hernández, Ricardo (2022). La tierra es vuestra : la reforma agraria : un problema no resuelto : España, 1900-1950. Barcelona: Pasado & Presente. ISBN 978-84-124659-5-2.